# ويليام ريتشاردسون دافي
ويليام ريتشاردسون دافي (بالإنجليزية: William Richardson Davie)‏ هو سياسي أمريكي، ولد في 20 يونيو 1756 في المملكة المتحدة، وتوفي في 29 نوفمبر 1820 في كارولاينا الجنوبية في الولايات المتحدة. حزبياً، نشط في الحزب الفيدرالي الأمريكي. وقد انتخب عضو مجلس نواب كارولينا الشمالية وانتخب حاكم كارولينا الشمالية ‏ (7 ديسمبر 1798 – 23 نوفمبر 1799).